# Gregory Roberts
Gregory David Roberts (* 1952 in Melbourne als Gregory John Peter Smith) ist ein australischer Buchautor und verurteilter Schwerverbrecher.

## Leben
Roberts wurde 1978 wegen bewaffneten Raubüberfalls zu einer 23-jährigen Haftstrafe verurteilt. Grund für die Überfälle war seine Heroinsucht und der daraus resultierende Beschaffungsdruck. Nach eigenen Angaben wurde Roberts süchtig, als er nach seiner Scheidung 1976 das Sorgerecht für seine damals 3-jährige Tochter nicht erhielt. Nachdem er im australischen HM Prison Pentridge Gefängnis zwei Jahre seiner Strafe abgesessen hatte, gelang ihm die Flucht, indem er mit einem Mitinsassen um die Mittagszeit über die Frontmauer kletterte. Nach einem Zwischenaufenthalt in Neuseeland ließ er sich in Mumbai, Indien nieder. 1990 wurde er in Frankfurt gefasst und an seine Heimat ausgeliefert. Dort verbrachte er dann sechs Jahre im Gefängnis, davon zwei in Isolationshaft. In dieser Zeit begann er auch an seinem Debütroman Shantaram zu arbeiten, der auf seinen Erfahrungen in Mumbai basiert.
Der Titel des teilweise autobiografischen Romanes basiert auf seinem Spitznamen, der ihm, im Roman, von der Mutter seines besten Freundes verliehen wird. Die Filmrechte wurden 2004 vom Schauspieler Johnny Depp für die Summe von $ 2 Mio. erworben. Roberts schrieb außerdem ein Drehbuch des Shantaram-Romans und ein weiteres für den Film Allegra.

## Werke
- Shantaram. Goldmann Verlag, München 2008, ISBN 978-3-442-31153-8.
- Im Schatten des Berges. Goldmann Verlag 2016, ISBN 978-3-442-31362-4.